# His Own Law (film 1920)
His Own Law è un film muto del 1920 diretto da J. Parker Read Jr.

## Produzione
Il film fu prodotto dalla J. Parker Read Jr. Productions con il titolo di lavorazione Mister MacNeier.

## Distribuzione
Il copyright del film, richiesto dalla Goldwyn Pictures Corp., fu registrato il 1º settembre 1920 con il numero LP15544. Lo stesso giorno, il film uscì nelle sale cinematografiche distribuito dalla Goldwyn Distributing Company.
Copia della pellicola viene conservata negli archivi della Library of Congress.